# Jordan 194
Der Jordan 194 war ein Formel-1-Rennwagen, mit dem das Jordan-Team an der Formel-1-Weltmeisterschaft 1994 teilnahm.
Das Auto mit der Startnummer 14 wurde von Rubens Barrichello und das Auto mit der Startnummer 15 von Eddie Irvine gefahren, wobei Aguri Suzuki und Andrea de Cesaris Irvine vertraten, als er zu Beginn der Saison für drei Rennen gesperrt war. Kelvin Burt wurde als Testfahrer benannt, seine Kilometerleistung im Auto war jedoch begrenzt.

## Technische Merkmale
Der Motor war ein 3,5-Liter-Hart-1035-V10, eine weiterentwickelte Version des Motors, die sich 1993 als vielversprechend erwiesen hatte. Da Fahrhilfen wie Traktionskontrolle und aktive Radaufhängung für die Saison 1994 verboten worden waren, verwendete das Auto ein herkömmliches halbautomatisches Getriebe und eine Doppelquerlenkeraufhängung mit Schubstangen. Die einfacheren technischen Vorschriften von 1994 schienen Jordan zugutezukommen, und der 194 erreichte wieder das Leistungsniveau der Debütsaison des Teams 1991. Tatsächlich erinnerten die reduzierte Airbox und der herabhängende Frontflügel des 194 an die Designmerkmale des Jordan 191.

## Einsatz
Rubens Barrichello startete die Saison mit dem vierten Platz beim Großer Preis von Brasilien, was dem bis dato besten Formel-1-Ergebnis des Teams. Eddie Irvine war zusammen mit Jos Verstappen, Éric Bernard und Martin Brundle in einen schweren Unfall verwickelt, der zum Ausfall aller vier Autos führte. Irvine wurde als Verursacher des Unfalls für das folgende Rennen gesperrt. Das Team legte Berufung gegen die Sperre ein, woraufhin diese auf drei Rennen ausgeweitet wurde. Beim Großen Preis des Pazifiks vertrat Aguri Suzuki Irvine, war jedoch nicht ausreichend auf eine Formel-1-Rückkehr vorbereitet und beendete das Rennen nicht. Barrichello erzielte beim Rennen mit Rang drei seinen und Jordans ersten Podiumsplatz in der Formel 1 überhaupt. Beim folgenden Großen Preis von San Marino wurde Barrichello bei einem Trainingsunfall verletzt und konnte nicht am Rennen, in dem Ayrton Senna tödlich verunglückte, teilnehmen. Andrea de Cesaris ersetzte den gesperrten Irvine in San Marino und beim anschließenden Rennen in Monaco, wo er den vierten Platz belegte. Irvine kehrte beim Großen Preis von Spanien zurück und errang einen Punkt für den sechsten Platz.
Im Verlauf der Saison erzielten beide Fahrer weiterhin konstant Punkte. Barrichello belegte vierte Plätze in Großbritannien, Italien, Portugal und Australien , Irvine wurde Vierter beim Großen Preis von Europa und Fünfter beim Großen Preis von Japan. Beim Grand Prix von Belgien fuhr Barrichello im Freitags-Qualifying auf abtrocknender Strecke die schnellste Zeit. Da es am Samstag im Qualifying nass war, konnte niemand seine Zeit unterbieten, und so sicherte er sich und Jordan die erste Formel-1-Pole-Position und wurde zugleich der jüngste Pole-Position-Inhaber in der Formel-1-Geschichte. Ein Rekord, den er bis zum Großen Preis von Malaysia 2003, als er von Fernando Alonso übertrumpft wurde, innehatte. Im Rennen schied Barrichello aufgrund eines Fahrfehlers beim Überrunden eines langsameren Autos aus. Die Saison endete für Jordan mit 28 Zählern in der Konstrukteurswertung, der bis dato höchsten Punktausbeute in der Geschichte des Teams und Rang fünf hinter den „Big Four“-Teams Williams, Benetton, Ferrari und McLaren.
Beim Großen Preis von Italien gab Jordan bekannt, ab 1995 werksunterstützte Peugeot-Motoren zu verwenden.